# Hibiscus andersonii
Hibiscus andersonii är en malvaväxtart som beskrevs av Antonio Krapovickas och Paul Arnold Fryxell.
Hibiscus andersonii ingår i Hibiskussläktet som ingår i familjen malvaväxter. Inga underarter finns listade i Catalogue of Life.